# Nijlpaard (beeld)
Nijlpaard van is een artistiek kunstwerk van beeldhouwer Tom Claassen. Het 6 bij 3 meter grote Nijlpaard is gemaakt van rubber en staat aan de Paul Hufkade in Amsterdam-Oost.

## Locatie
Het beeld staat aan de noordwestkant van het Haveneiland van IJburg. Hier ligt een sluiscomplex Nijlpaardenschutsluis en brug 2009.  

## Ontwerp
Oorspronkelijk ontwierp Tom Claessen een drietal Nijlpaarden als onderdeel van het kunstwerk. Dit exemplaar bij de sluis is de enige die uitgevoerd werd. Een tweede was bedoeld voor een toen nog leegstaand woonhuis en de derde zou op een sokkel staan. 
Het dier is gefabriceerd van hardrubber en kan dienen als stootkussen voor boten. Het gevaarte staat in de sluiswand en is vast opgesteld. Bij laagwater in de sluis staat hij op een verhoging met zijn poten net in het water, bij hoogwater staat hij deels onder water. Bewegen doet het water echter zelden, sinds 2015 is de sluiswachter wegbezuinigd en was de sluis in wezen buiten gebruik, totdat de bediening in mei 2017 vanuit het kantoor van Waternet geregeld kon worden.
Het van oorsprong titelloze beeld is een nijlpaard (hippopotamus amphibius), het beeld kreeg echter in de volksmond rhino mee, hetgeen verwijst naar neushoorns (rhinocerotidae). Claassen vond in de naamsverwisseling inspiratie voor volgende beelden; zo kwam er een beeld in Hoofddorp dat het midden houdt tussen hert, eland, nijlpaard en neushoorn. Van het nijlpaard is ook een aantal bronzen miniatuurbeelden in omloop, afgegeven door galerie Fons Welters; het Kröller-Müller Museum heeft er een in het collectie.
Tom Claassen ontwierp later de veel bekendere Waakhond (alleen al omdat ze achter het Amsterdam Centraal Station bij de drukke veren stond), sinds 2016 op het Hoofddorpplein, en Pelikaan aan de Tidorestraat. Amsterdam kent behalve een sluis ook een brug die naar nijlpaarden is vernoemd; ze ligt in de binnenstad, dus kilometers verwijderd van deze sluis en dit beeld.